# Mas del Vilar (Rupit i Pruit)
El Mas del Vilar és una masia de Rupit i Pruit (Osona) inclosa a l'Inventari del Patrimoni Arquitectònic de Catalunya.

## Descripció
Masia de planta rectangular coberta a dues vessants, amb el carener perpendicular a la façana, situada a ponent. Consta de planta baixa i pis i es troba assentada sobre el desnivell del terreny. La façana presenta el portal rectangular i una finestra a la planta i una altra al primer pis, totes de pedra picada. A migdia s'hi adossa un porxo, sostingut per pilars, en molt mal estat. A llevant s'obre un portal a la planta i dues finestres a cada pis. A l'angle Nord-oest s'hi adossava l'antic forn.
El parament és de granit vermell unit amb fang i morter de calç.

## Història
Antiga masia que es troba registrada al fogatge de la parròquia i terme de Sant Joan de Fàbregues de l'any 1553. Aleshores habitava el mas un tal Joan Vilar de Caros (possiblement vingut de Querós, poble veí dins la demarcació de Girona).
Malauradament el mas es troba deshabitat i el seu abandonament és total. A la banda de ponent conserva una llinda d'una finestra datada però degut al deteriorament de la pedra no és possible desxifrar-la.